# Comté d'Acerra
Le comté d'Acerra était un comté fondé au XIIe siècle par les Normands, dans le royaume de Sicile.

## Histoire
Le comté d'Acerra fut probablement fondé dans la seconde moitié du XI-XIIe siècle et fut gouverné d'abord par les de Argentiis et, plus tard, par Ruggero di Medania, de la famille des comtes de Buonalbergo et des comtes de D'Eboli (it), pendant les premières années du règne de Guillaume Ier, roi de Sicile.
Le Catalogus Baronum, daté de 1168, rapporte que le comte Roger de Buonaiuto (vient Rogerius Boni Albergi) ayant des possessions féodales "[in] demanium suum Terræ Beneventanæ, de Apice... de Bono Albergo... de Sancto Severo" . Après la mort du fils de Roger, Richard, en 1196, le comté fut attribué au souabe Diépold, margrave de Vohburg,. Le comté est enregistré dans la famille d'Aquino de 1220 jusqu'à la fin du XIIIe siècle.
Sous la domination des Souabes, des Angevins et des Aragonais, entre autres, les d'Aquino, les Origlia (it), les del Balzo et les de Cardenas étaient des seigneurs féodaux. Le 2 août 1806, la féodalité est abolie par la loi : les de Cardenas sont les derniers seigneurs féodaux d'Acerra.

## Comtes d'Acerra

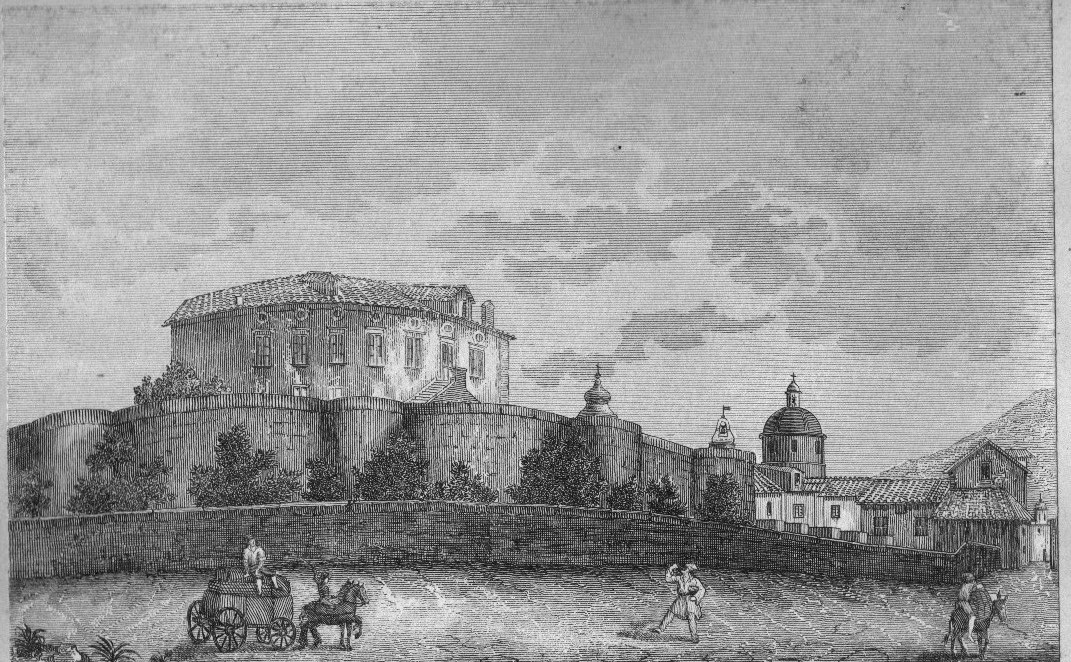
Le château des comtes d'Acerra dans une illustration de 1800.

- Robert de Medania, comte de Buonalbergo
- Roger de Medania, comte de Buonalbergo : Hugues Falcand et Romuald de Salerne se souviennent de Roggerius comes Acerrae parmi les conspirateurs contre Maion de Bari (1156 ou 1160) ; également enregistré dans le Catalogus Baronum (1168).
- Richard d'Acerra, reçoit le comté par mariage avec Cecilia de Medania, sœur de Roger : documenté de 1171 à 1196.
- Diépold d'Acerra, de 1197 à 1220 environ, ministre souabe.
- Thomas Ier d'Aquin, de 1220 à 1251, fidèle à Frédéric II.
- Thomas II d'Aquin (fils d'Adenulf, fils de Thomas Ier), de 1251 à 1273, fidèle à Manfred qui passa ensuite aux Angevins.
- Adenolfo IV d'Aquino, de 1273 à 1293
- Philippe Ier de Tarente de 1293 à (?)

...
- Philippe II de Tarente d'environ 1350 à 1364

...
- Othon IV de Brunswick-Grubenhagen, de 1376 à 1399
- Gorello Origlia, de 1408